# Licciana Nardi
Licciana Nardi (Liciana nel dialetto della Lunigiana) è un comune italiano di 4 716 abitanti della provincia di Massa-Carrara in Toscana. Il comune fa parte del Parco Nazionale dell'Appennino Tosco-Emiliano ed è sulla Via del Volto Santo.
Nel 1933 il paese di Licciana aggiunse l'attuale secondo nome in omaggio ai patrioti Anacarsi e Biagio Nardi, nativi della frazione di Apella.

## Geografia fisica
Il comune di Licciana Nardi si estende lungo la vallata del Taverone, affluente di sinistra del Magra, nella regione storica della Lunigiana. Il capoluogo comunale si sviluppa lungo la sponda destra del torrente.
Il comune, che ha un'estensione territoriale di 55,68 km², confina a nord con Bagnone ed il comune emiliano di Monchio delle Corti, ad est con Comano e Fivizzano, a sud con Aulla, a sud-ovest con Podenzana, ad ovest con Tresana e a nord-ovest con Villafranca in Lunigiana.
- Classificazione sismica: zona 2 (sismicità medio-alta), Ordinanza PCM 3274 del 20/03/2003
- Classificazione climatica: zona E, 2.146 GG[7]
- Diffusività atmosferica: media, Ibimet CNR 2002

## Storia
La prima notizia documentata di Licciana è del 1255, ma la sua esistenza come posto di guardia per l’abbazia di Linari è sicuramente antecedente. È un tipico esempio di borgo sviluppatosi nel fondovalle con funzioni di sbarramento militare.
Della fortificazione del paese si occuparono i Malaspina succeduti ai Maregnano. 
Nel 1535 Licciana, per privilegio imperiale, appare unica signoria del marchesato di Villafranca. Sulla piazza principale si affaccia il castello, trasformato nei secoli XV e XVI in palazzo fortificato e sede residenziale, oggi si presenta come un palazzo signorile di foggia cinquecentesca, collegato con un passaggio sopraelevato al matroneo della chiesa.
Il sistema delle antiche fortificazioni di Licciana comprendeva la rocca e un ampio giro di mura bastionate e turrite, ancora in parte superstiti, e un fortilizio sull’opposta sponda del Taverone, chiamato castello di Piano, interessante esempio di architettura militare. Il borgo che risale al XIII secolo presenta portali in arenaria di buona fattura e sfocia nella piazza del Municipio dove si trova il monumento ossario di Anacarsi Nardi. Di fronte, la chiesa parrocchiale dedicata ai Santi Giacomo e Cristoforo che fu distrutta dal Marchese Giacomo Malaspina. La ricostruzione terminata nel 1705 presenta una pianta a croce greca al cui centro si eleva la cupola.
L'origine del borgo di Licciana, situato nella stretta valle del Taverone, è da correlarsi alla presenza dell'importante direttrice di transito di fondovalle che, detta "Strata Lizane" o via di Linari, collegava i territori d'oltre Appennino alla media Val di Magra. 
Secondo le indagini di Ubaldo Formentini, solo nel secolo XIII furono incrementati i transiti viari nella valle del Taverone che favorirono la nascita del borgo di Licciana: «…Nel corso del secolo XIII la strada di Linari sgombrata dalle piccole signorie di derivazione estense che precedentemente s'erano infittite sul suo percorso e venuta sotto il governo unitario dei grandi marchesati malaspiniani fu riaperta ai traffici cittadini, forse primamente per opera dei Lucchesi.»
Al 1255 risalgono le prime memorie scritte relative al toponimo Licciana. Sempre secondo le indagini del Formentini anteriormente al sec.XIII Licciana sarebbe stato uno dei villaggi che formavano il vico di San Valeriano, cappella dipendente dalla pieve di Venelia e documentata dalle decime degli anni 1297-1299. La cappella, ricordata negli estimi del 1470-71, sarebbe identificabile con la cappella cimiteriale di San Rocco costruita con un paramento murario romanico, successivamente intonacato.
L'importanza del borgo in dipendenza del percorso viario portò ad un rapido sviluppo edilizio ed economico, lo stesso che spinse i Malaspina a fortificare tra i secc. XIV e XV l'intero nucleo abitato. Sembra risalire infatti al secolo XV la torre che fronteggia la strada provinciale, ultima testimonianza di una complessa e articolata cinta muraria. La documentazione scritta rivela che a partire dagli inizi del secolo XIV i Malaspina esercitarono a Licciana la riscossione di gabella, che divenne particolarmente esosa nei secoli successivi. Con l'indipendenza del feudo di Licciana e con il ridimensionamento dei territori da esso dipendenti, i rapporti tra i marchesi divennero particolarmente tesi. In una relazione della seconda metà del settecento di Pietro Leopoldo D'Asburgo Lorena si trova: «Le disunioni che seguono in campagna derivano dalla gente dei feudi, che è assai cattiva e malcontenta dei feudatari, in specie del conte di Richecourt e del marchese Malaspina di Licciana.»
Il 1º giugno 1869 ha guadagnato la frazione di Terrarossa, per la soppressione del comune omonimo.
Verso la fine del XIX secolo, la cittadina toscana ha dato i natali a Giovanni Attilio Piastri, emigrato successivamente in Australia, trisavolo del pilota automobilistico Oscar Piastri.

### Simboli
Lo stemma comunale è liberamente utilizzato anche se privo di un decreto di concessione ufficiale.
(Art. 2 dello Statuto comunale)
Il crescente montante con tre stelle male ordinate ricorda il simbolo storico della Lunigiana. Il gonfalone è costituito da un drappo delle dimensioni di cm 160 per 80 di color giallo caricato al centro dello stemma comunale.

## Monumenti e luoghi d'interesse

### Architetture religiose
- Chiesa di San Giacomo Apostolo, situata nel capoluogo Licciana
- Chiesa di San Giacomo Apostolo, situata nella frazione di Bastia.
- Chiesa di San Lorenzo Martire, nella frazione di Cisigliana.
- Pieve di Santa Maria di Venelia, situata nella frazione di Monti.
- Chiesa della Madonna di Caravaggio, situata nella frazione di Monti.
- Chiesa di San Biagio, situata nella frazione di Panicale.
- Chiesa di San Giacomo Maggiore, situata nella frazione di Pontebosio.
- Chiesa di San Rocco, situata nella frazione di Tavernelle.
- Chiesa di San Giovanni Battista, situata nella frazione di Terrarossa.
- Chiesa di San Nicolò da Bari, situata nella frazione di Varano.

### Architetture militari
- Castello di Bastia
- Castello di Castel del Piano
- Castello di Licciana
- Castello di Monti
- Castello di Pontebosio
- Castello di Terrarossa

### Strade storiche
- Strada delle cento miglia
- Via del Volto Santo

## Società

### Evoluzione demografica
Abitanti censiti

## Geografia antropica

### Frazioni
Le frazioni del comune di Licciana Nardi sono: Amola, paese ove si tiene la sagra delle focaccette, Apella, Baccana, Bastia, Canalescuro, Cisigliana, Corte, Costamala, Cuccarello, Deglio, Gabanasco, Galea, Maestà dei Saldi, l'area commerciale del Masero, Monti – anticamente chiamato Venelia, è il paese più grande e in continua espansione: conta attualmente più di 2 000 abitanti; vi è collocata la famosa pieve di Venelia –, Panicale, Paretola, Ponte Taverone, Pontebosio, Ripola, Salano, Taponecco, Tavernelle, Terrarossa, Varano e Villa di Panicale.

## Amministrazione
Di seguito è presentata una tabella relativa alle amministrazioni che si sono succedute in questo comune.
| Periodo        | Periodo          | Primo cittadino  | Partito                                 | Carica  | Note          |
| -------------- | ---------------- | ---------------- | --------------------------------------- | ------- | ------------- |
| 11 giugno 1985 | 28 maggio 1990   | Enzo David Belli | Democrazia Cristiana                    | Sindaco | [ 13 ]        |
| 28 maggio 1990 | 24 aprile 1995   | Sauro Chiappini  | Partito Comunista Italiano              | Sindaco | [ 13 ]        |
| 24 aprile 1995 | 14 giugno 1999   | Sauro Chiappini  | centro-sinistra (liste civiche)         | Sindaco | [ 13 ]        |
| 14 giugno 1999 | 14 giugno 2004   | Enzo Manenti     | centro-sinistra (liste civiche)         | Sindaco | [ 13 ]        |
| 25 giugno 2004 | 8 giugno 2009    | Enzo Manenti     | Democratici di Sinistra                 | Sindaco | [ 13 ]        |
| 8 giugno 2009  | 24 ottobre 2011  | Albino Fontana   | lista civica                            | Sindaco | [ 13 ] [ 14 ] |
| 7 maggio 2012  | 12 giugno 2017   | Enzo Manenti     | lista civica Impegno Onestà Trasparenza | Sindaco | [ 13 ]        |
| 12 giugno 2017 | 29 novembre 2018 | Pierluigi Belli  | lista civica Cambiamo Licciana          | Sindaco | [ 14 ] [ 15 ] |
| 10 giugno 2019 | in carica        | Renzo Martelloni | lista civica Cambiamo Licciana          | Sindaco | [ 13 ]        |

## Galleria d'immagini

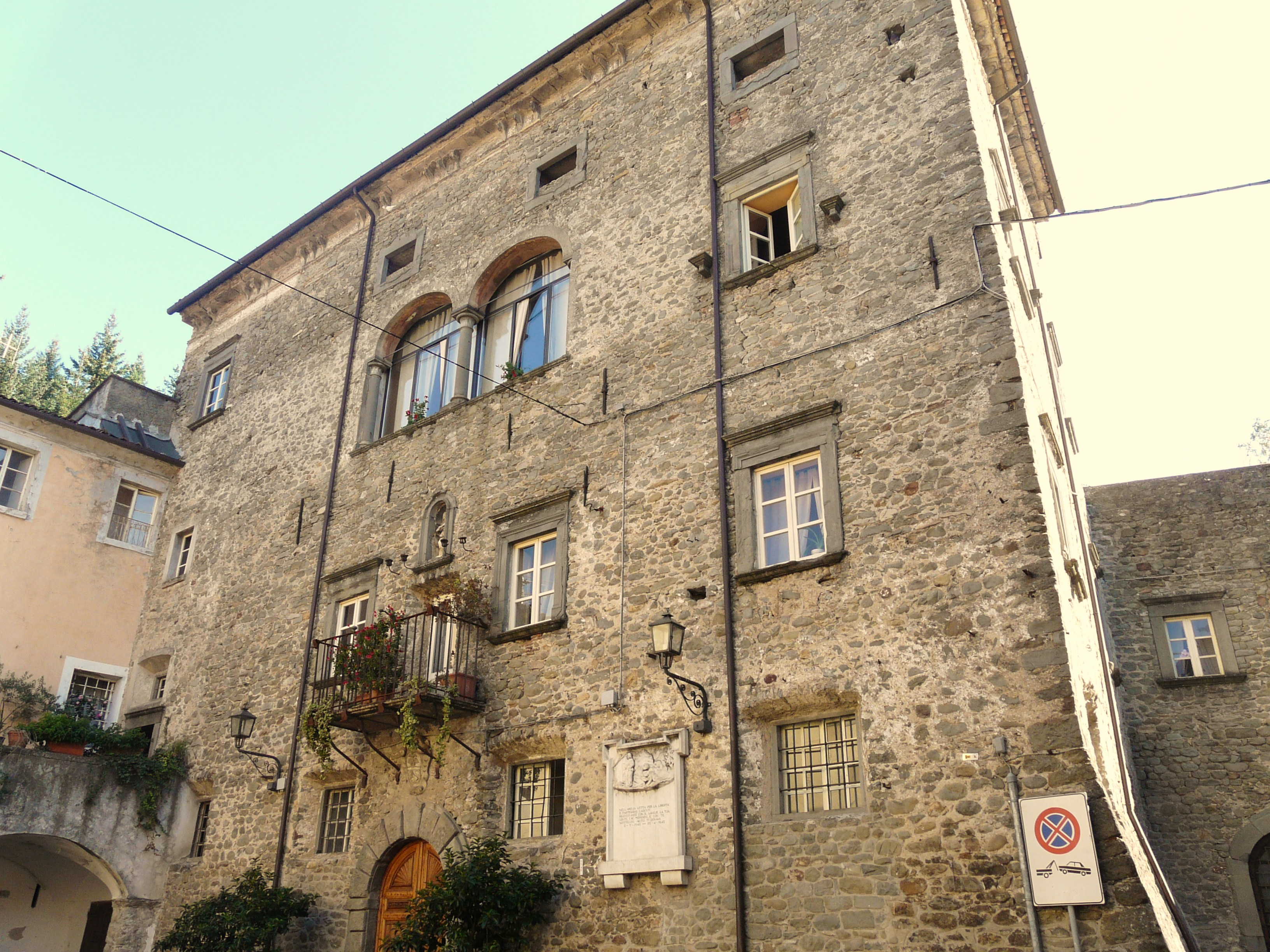
Il castello di Licciana
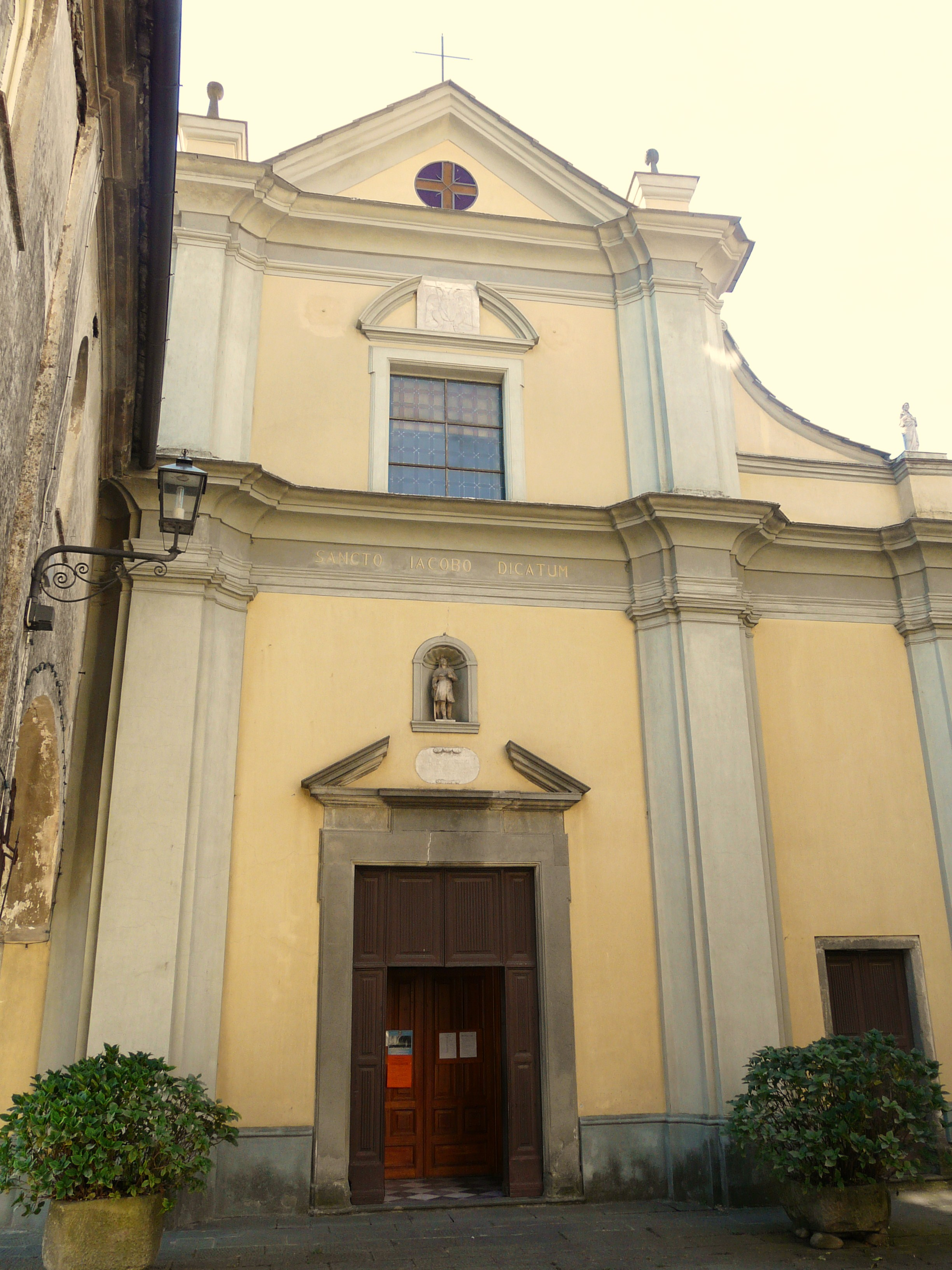
La chiesa dei Santi Giacomo e Cristoforo
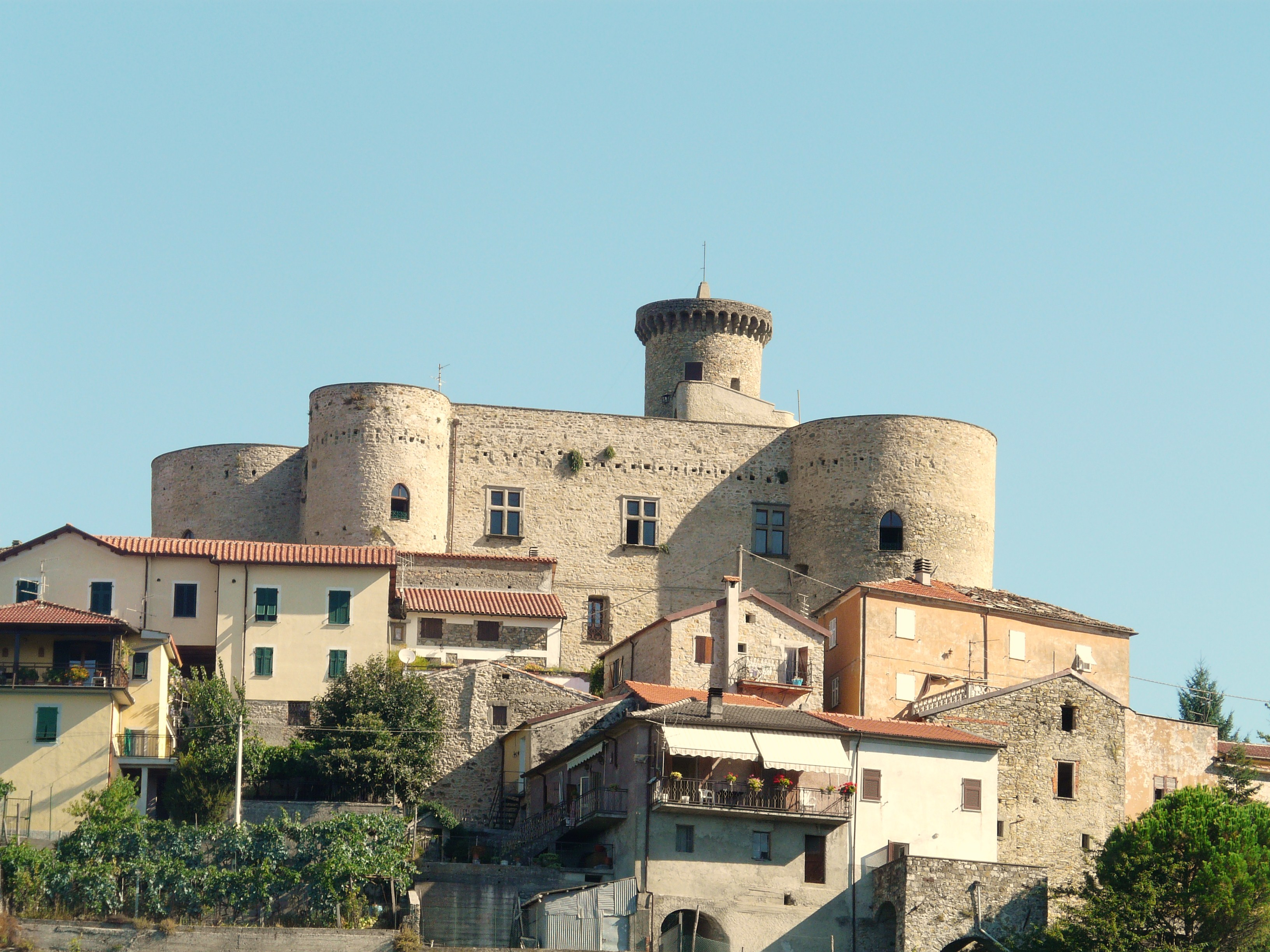
Il castello della Bastia
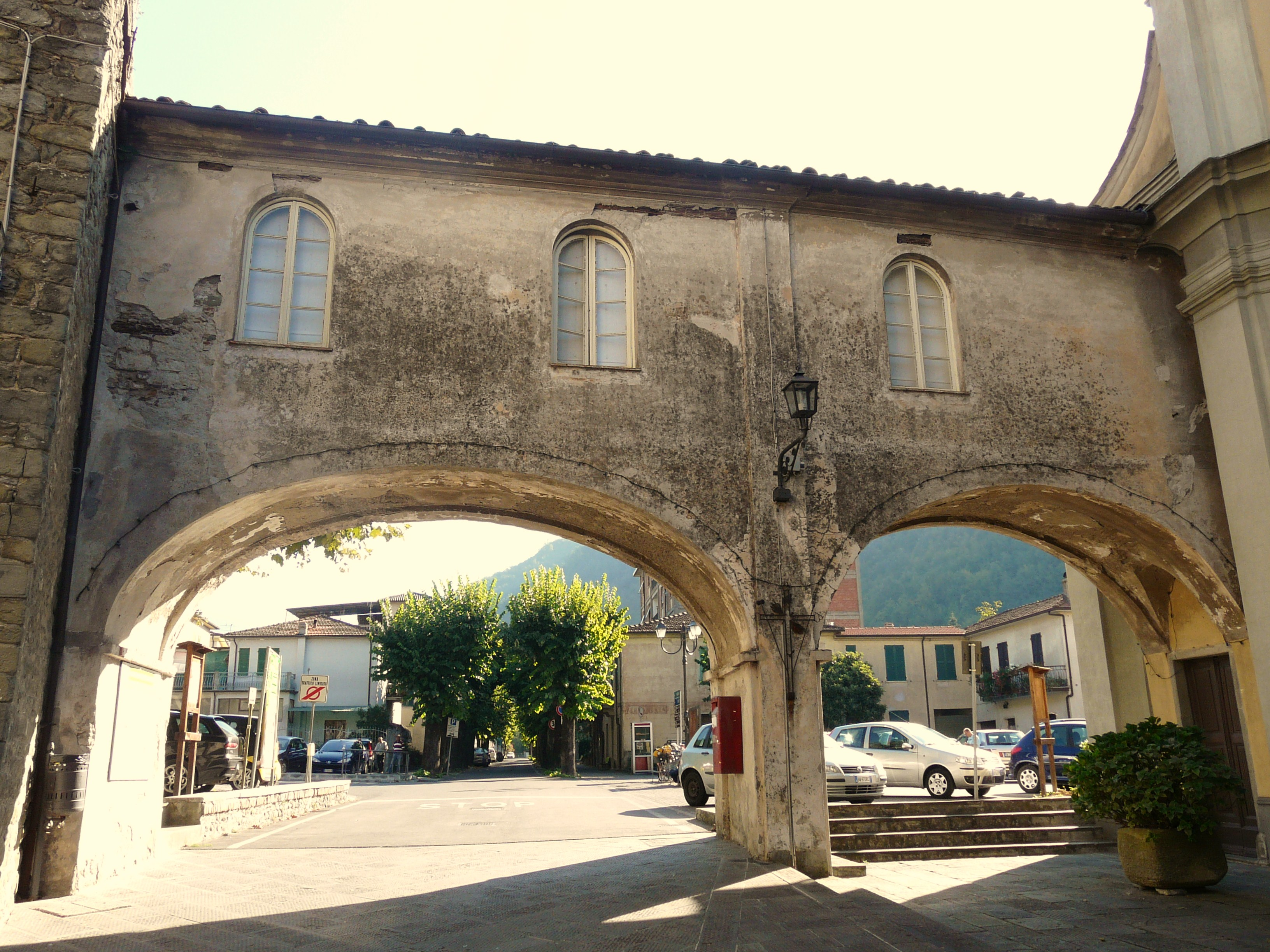
Il porticato che collega il castello di Licciana Nardi con la chiese dei Santi Giacomo e Cristoforo